# Karl Johann Bernhard Karsten
Pour les articles homonymes, voir Karsten.
Karl Johann Bernhard Karsten (26 novembre 1782 - 22 août 1853) est un minéralogiste allemand connu pour ses contributions à l'industrie métallurgique allemande.

## Biographie
Karl Johann Bernhard Karsten est né à Bützow, dans le Mecklembourg-Schwerin, et étudie d'abord le droit à Rostock. À partir de 1801, il consacre son temps à l'exploitation minière et à la métallurgie. En 1819, il est nommé conseiller minier au ministère de l'Intérieur à Berlin. Il a joué un rôle majeur dans l'émergence de l'industrie du zinc en Silésie.
Il meurt à Berlin en 1853. Son fils, le Dr Hermann Karsten (1809-1877), a été professeur de mathématiques et de physique à l'Université de Rostock.

## Publications
Il est l'auteur de plusieurs ouvrages complets, dont :
- Handbuch der Eisenhüttenkunde (2 volumes, 1816 ; 3e édition, 1841) ; traduction française : Manuel de la métallurgie du fer (Metz, 1824, 2e édition 1830)
- System der Metallurgie, geschichtlich, statistisch, theoretisch und technisch (5 volumes, avec atlas, 1831-1832).
- Lehrbuch der Salinenkunde (2 volumes, 1846-1847).